# Henryk Schönker

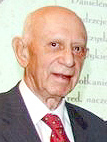
Henryk Schönker

Henryk Schönker (geboren 1931 in Kraków; gestorben am 15./16. Januar 2019 in Tel Aviv) war ein israelischer und polnischer Ingenieur und Schriftsteller und Zeuge des Holocaust.

## Biografie
Henryk Schönker wurde in Krakau geboren und wuchs in einer jüdischen Familie als Sohn des bekannten Malers Leon Schönker und Mina Munez auf. In 1937 zogen seine Familie und er nach Oswiecim, wo er die Grund- und weiterführende Schule besuchte. Sein Vater erbte eine Chemiefabrik zur Herstellung von Pestiziden namens Agrochemia.
Zu Beginn des Zweiten Weltkriegs lebte die Familie weiterhin in Oświęcim, wo Leon Schönker den Ältestenrat der von den Deutschen gegründeten jüdischen Religionsgemeinschaft leitete. Henryks Vater gehörte zu den Leitern eines Auswanderungsbüros, das im Herbst 1939 in Oświęcim gegründet worden war.
1941 gelang es der Familie, Oświęcim kurz vor der Errichtung des Konzentrationslagers Auschwitz zu verlassen und sie überlebte den Krieg. Dank gefälschter Dokumente landete die Familie in einem Sonderlager für vertriebene Personen in Bergen-Belsen, wo sie als palästinensische Bürger eingestuft wurden und ihren Austausch warteten. Bei der Befreiung des Lagers wurden sie schließlich endgültig freigelassen.
Nach der Befreiung kehrte die Familie Schönker nach Oświęcim zurück. Leon eröffnete die Fabrik "Agrochemia" wieder und wurde zum Vorsitzenden der Jüdischen Religionsgemeinschaft gewählt, die den Überlebenden half und das jüdische Gemeindeleben sowie die Stadt selbst wieder aufbaute. Henryk schloss sein Studium an der Technischen Universität Tadeusz Kościuszko in Krakau mit einem Diplom als Maschinenbauingenieur ab.
Im Jahr 1949 beschlagnahmten die Kommunisten die Agrochemia-Fabrik der Familie und sperrten Leon im Rahmen des Krieges gegen die Privatwirtschaft ein. Im Jahr 1955 erhielt die Familie die Erlaubnis, das Land zu verlassen. Im selben Jahr noch ging die Familie nach Wien, von wo aus Henryk 1961 nach Israel auswanderte. Bis zu seiner Pensionierung arbeitete er in der israelischen Luftfahrtindustrie. Seit 1979 schafft er Gemälde, deren Thema der Holocaust ist.

## Die Berührung eines Engels

### Memorien
Plakatbild für den Film nach Schönkers Memoiren "Die Berührung eines Engels”
Henryk Schönker schrieb seine Kriegserinnerungen mit dem Titel Die Berührung eines Engels, für die er 2006 den Polityka Historical Award erhielt. Das Buch ist ein lyrischer Monolog eines Mannes, der an die Orte zurückkehrt, an denen er als jüdischer Junge in den ersten Jahren des Zweiten Weltkriegs Zuflucht fand. Es erzählt auch die Geschichte der Bemühungen seines Vaters, das Auswanderungsbüro zu gründen und Juden zu helfen, im Ausland Zuflucht zu finden. Das Buch wurde auf Polnisch geschrieben.

### Film
Auf der Grundlage des Buches wurde ein Dokumentarfilm mit dem Titel “The Touch of an Angel” unter der Regie von Marek Tomasz Pawłowski gedreht. Der Film wurde in den authentischen Innenräumen von Oświęcim, Kraków, Wieliczka, Bochnia und Tarnów gedreht. Sowohl professionelle Schauspieler als auch Einwohner von Oświęcim stellten Figuren aus der Kriegszeit dar. Der Regisseur hat in seinem Film die Technik der "Archicollage" (Archivcollage) eingesetzt.

## Weiterführende Links
- Leon Schönker